# 布盧萊克斯普林斯 (加利福尼亞州)
布盧萊克斯普林斯（英語：Blue Lake Springs）是位於美國加利福尼亞州卡拉韋拉斯縣的一個非建制地區。該地的面積和人口皆未知。

## 地理
布盧萊克斯普林斯的座標為38°15′35″N 120°19′17″W / 38.25972°N 120.32139°W，而該地的平均海拔高度為1254米（即4114英尺）。